# Strand Moraines
Strand Moraines är en kulle i Antarktis. Den ligger i Östantarktis. Nya Zeeland gör anspråk på området. Toppen på Strand Moraines är 1 meter över havet.
Terrängen runt Strand Moraines är huvudsakligen kuperad, men den allra närmaste omgivningen är platt. Havet är nära Strand Moraines österut. Trakten är obefolkad. Det finns inga samhällen i närheten. 